# Chalaronne
Chalaronne é um rio localizado na França.